# Гозак, Андрей Павлович
Андре́й Па́влович Го́зак (12 мая 1936, Москва, РСФСР, СССР — 17 апреля 2012, или 18 апреля 2012, там же) — советский и российский историк архитектуры, архитектурный критик, архитектор, художник, фотограф, дизайнер, педагог, кандидат архитектуры, член Союза архитекторов (с 1963 года), член Союза художников (с 1985 года), академик Российской академии художественной критики (с 2002 года).
Автор первой монографии на русском языке о финском архитекторе-авангардисте Алваре Аалто. Один из ведущих исследователей архитектуры русского авангарда, специалист по Ивану Леонидову.
За прямоту высказываний, балагурство и склонность к карнавализации Андрея Гозака называли «enfant terrible московской архитектурной тусовки».

## Биография
Андрей Павлович Гозак родился 12 мая 1936 года.
После призыва отца в 1941 году офицером на фронт семью эвакуировали в Сызрань Куйбышевской области (ныне — Самарская область). В 1943 году поступил в школу в Сызрани. После возвращения семьи в Москву в 1944 году поступил в школу №589 на Малой Пироговской улице. В 1953 году окончил школу №23 на улице Усачёва.
С 1953 по 1959 годы обучался в Московском архитектурном институте (МАрхИ), который окончил в 1959 году. С 1966 по 1969 годы обучался в аспирантуре ЦНИИТИА. В 1971 году под руководством А. В. Иконникова защитил диссертацию на тему «Композиционные проблемы взаимосвязи архитектуры и природного ландшафта (на примере современной архитектуры Финляндии, Швеции и Норвегии)», представленную на соискание учёной степени кандидата архитектуры.
Работал в 14-й мастерской «Моспроекта-2», проектировал здания Кремлёвского дворца съездов и Центрального дома кино. Архитектор здания Самарской областной библиотеки. Значительное время с весны до осени проводил в археологических и этнографических экспедициях на всей территории СССР. В 1982—1991 годах был редактором и художником журнала «Архитектура СССР». После распада СССР полностью отошёл от деятельности архитектора и занимался историей архитектуры, архитектурной критикой, живописью, фотографией, дизайном.
Автор первой советской монографии о финском архитекторе-авангардисте Алваре Аалто. Лауреат премии имени Алвара Аалто (1983, учредитель премии — Музей финской архитектуры). Впервые посетил Финляндию в 1963 году.
Один из ведущих исследователей архитектуры русского авангарда, специалист по Ивану Леонидову.
Журнал «Архитектурный вестник» писал об Андрее Гозаке:
Он всю жизнь не мог сидеть на одном месте — тёплом в том числе. Из проектного института уходил в археологическую экспедицию, оттуда — в архитектурный журнал и т. д. Его одолевала страсть к перемене мест, к перерыву постепенности, но не только — [Андрей Гозак] всегда отличался независимостью суждений и поведения и, не терпя казёнщины и официоза, никогда не упускал случая их карнавального переворачивания.
Умер 17 (или 18) апреля 2012 года в Москве. Прощание состоялось в Центральном доме архитектора в Гранатном переулке 20 апреля 2012 года в 11:00. Похоронен в селе Рождествено Истринского района Московской области.

## Творчество

### Архитектура
Проектировал здания в Москве и других городах СССР. Например, в Куйбышеве (ныне — Самара) им была спроектировано здание Областной библиотеки им. В. И. Ленина (в составе коллектива авторов ЦНИИЭП им. Б. С. Мезенцева, конструкторы: Б. Катковский, В. Русанова, 1971—1986).
Архитектурным кредо Андрея Гозака были пространство и свет:
…Материал и декор вторичен. Ладовский говорил, пространство и масса — начала архитектуры, для меня пространство и свет. Я люблю Алвара Аалто, потому что он писал архитектуру светом. Я вообще сторонник спокойных, простых, белых зданий, в которых световое состояние решает всё.
Утверждал, что архитектура рождается из импульса.
…Лишь интуиция и озарение могут быть этим импульсом, не расчёт, не математика, не рацио. Образ рождается в тумане, во мгле, и это всегда будет загадкой.

### Живопись
Живописью занимался с юности. Вначале находился под влиянием Пауля Клее и писал геометрические картины. Затем выработал собственную манеру полупрозрачной многослойной живописи, при которой бумага на подрамнике грунтуется эмульсионной краской, а потом в смеси с ней художник пишет «тем, что есть» — акрилом, акварелью, темперой. Работа над одной картиной может занимать до месяца времени, поскольку требует большого количества подмалёвок и валеров.
Сам Гозак говорил о своей манере:
Лессировки накладываются слой на слой, пока не появляется особое свечение. Для меня свечение пространства и глубокий цвет — это главное. Открытый цвет такого не даёт — Матисс, например, великий художник, но у него нигде нет глубины. Мой герой — это, скорее, Моранди. Он писал застывшую метафизическую жизнь, в которой существует вечность. И то, что у него там написаны бутылки, — я не вижу их, и для меня там нет сюжета — есть только особое состояние.

## Преподавательская деятельность
Преподавал в Государственном институте театрального искусства имени А. В. Луначарского (ГИТИС) дисциплину «Проектирование и техника выполнения проекта».

## Участие в творческих и общественных организациях
- Член Союза архитекторов СССР[4]
- Член Союза художников СССР[5]
- Действительный член (академик) Российской академии художественной критики[3][15]

## Травма 2000 года
В 2000 году Андрей Гозак упал с высоты 7 метров, получив сложный перелом правого голеностопного сустава и ушиб левого плеча. На голеностопный сустав был наложен гипс, ушиб плеча был оставлен без особого внимания. После трёх месяцев боли в плече и острой респираторной вирусной инфекции развился гнойный артрит. На плече была сделана операция, дренаж, четырёхнедельное внутривенное капельное лечение, но улучшения не произошло, и рука повисла. Рентгеновский снимок показал разрушение головки плечевой кости. Гозак встал на очередь по протезированию плечевого сустава в Хельсинки (стоимость операции должна была составить 8-12 тысяч долларов).
Из-за сильнейших болей в плече Андрей Гозак был направлен хирургом Николаем Загородним перед протезированием на реабилитацию к врачу-травмотологу Петру Попову, который стал снимать боль воздействием на точки, но главным лечением стала гимнастика по методике Попова. Занимаясь по полчаса 3 раза в день, Гозак достиг постепенного положительного результата, и операция по протезированию была отменена.
В 2005 году Андрей Гозак получил повторную травму плеча, но, используя ту же гимнастику, быстро восстановился.
Об излечении Андрея Гозака была сделана передача «Протезирование сустава, можно ли его избежать?» на специализированном телевизионном канале.

## Семья и родственные связи
- Отец — Павел Иосифович Гозак[4] (?—1941)[1]
- Мать — Мария Эмильевна Гозак (в девичестве Таль)[4], (?—1985)[5]
- Жена (с 1970 года[1]) — Ирина Владимировна Коккинаки (1943—2004[3]), советский и российский архитектурный критик[6].
- Тесть — Владимир Константинович Коккинаки (1904—1985), советский лётчик-испытатель, генерал-майор авиации, дважды Герой Советского Союза.
- Падчерица — Ирина Валентиновна Коккинаки, российский искусствовед, исследователь и популяризатор архитектуры, архитектурный критик, редактор.

## Выставки (живопись)

### Персональные выставки
- 1972 — «Современная архитектура Финляндии в фотографиях А. П. Гозака», Дом дружбы с народами зарубежных стран, Москва[3]
- 1996 — выставка живописи, Центральный дом архитектора, Москва[3]
- 2007 — две выставки живописи, бизнес-центр «Романов двор», Москва[3]
- 2009 — «Андрей Гозак. К 50-летию окончания МАрхИ», Белый зал МАрхИ, Москва[3]
- 2011 — «От избы до небоскрёба», Галерея ВХУТЕМАС, Москва[3][13][17]
- 2012 — «Гозак, Диллендорф, Морозов, Нестерова, Резник», галерея МАР'С, Москва[3]

### Публикации Андрея Гозака

#### Монографии
- Гозак А. П. Алвар Аалто. — М.: Стройиздат, 1976. — 176 с. — (Мастера архитектуры). — 10 000 экз.

- Гозак А. П. Иван Леонидов. — М.: Жираф, 2002. — 240 с. — 1500 экз. — ISBN 5-89832-027-X.
- Гозак А. П., Крылова В. С. Илья Чернявский. — М.: Три квадрата. Союз московских архитекторов, 2009. — 168 с. — 500 экз. — ISBN 978-5-94607-119-4.
- Гозак А. П. Дом Мельникова. — М.: С. Э. Гордеев, 2010. — 104 с. — (Шедевры авангарда). — ISBN 978-5-91566-046-4.
- Гозак А. П. Ценности жизни — ценности архитектуры. — М.: С. Э. Гордеев, 2011. — 304 с. — 150 экз. — ISBN 978-5-91566-049-5.
- Гозак А. П. Наркомтяжпром Леонидова. — М.: С. Э. Гордеев, 2011. — 72 с. — (Шедевры авангарда). — ISBN 978-5-4330-0003-9.
- Гозак А. П. Александр Ларин. — М.: TATLIN, 2011. — 208 с. — (Мастера советской архитектуры). — ISBN 978-5-903433-15-5.

#### Интервью
- Давыдова Наталья. Архитектор Андрей Гозак: «Москве нужна свежая архитектурная кровь» // Известия. — 10 августа 2007 года.

### Об Андрее Гозаке
- К 70-летию Андрея Гозака // Архитектурный вестник. — 2006. — № 3 (90).
- Коряковская Наталья. Пространство и свет Андрея Гозака // archi.ru. — 15 мая 2011 года.
- 17 апреля скоропостижно скончался известный архитектор Гозак Андрей Павлович. 1936—2012 // МАРХИ. — 17 апреля 2012 года.
- Маршак Илья. Скончался проектировщик Кремлёвского Дворца Съездов Андрей Гозак (недоступная ссылка) // Вечерняя Москва. — 19 апреля 2012 года.
- Трошина Мария. Памяти Андрея Павлович Гозака // Модернизм. — 19 апреля 2012 года.
- Бальян Карен. Памяти Андрея Павловича Гозака // archi.ru. — 20 апреля 2012 года.
- Балаховская Фаина. Реквием. Выставка памяти историка архитектуры, профессора МАРХИ Андрея Гозака (недоступная ссылка) // Time Out. — 25 мая 2012 года.
- Андрей Гозак. Архитектор, мыслитель, человек / Авт.-сост. Л. А. Красилова. — Москва: Кучково поле Музеон, 2019. — 408 с. — ISBN 978-5-6041282-3-7.